# Wellness
Wellness je velice široký pojem, obsahující jak stránku ducha, tak těla. Primárně, slovo wellness znamená cestu k souladu mysli, duše a těla. Cílem je, aby se člověk cítil dobře, což by tedy mělo plynout z duševní, fyzické, okolní a sociální pohody. S označením wellness se můžeme setkat v kontextu s různými pracovišti (jako jsou například fitness centra), nebo třeba s programy jako jsou lázně, finská sauna apod.
Co se týče wellness, tak by především mělo jít o lidské zdraví, a to zdraví fyzické i psychické. Wellness jde ruku v ruce se zdravým životním stylem. Nejedná se však o medicínské postupy.

## Wellness programy
Některé wellness programy, se zaměřují na revitalizaci lidského zdraví a mysli, na to jak se cítit lépe a energičtěji. Další se zabývají cíli, jako je přestat kouřit, zhubnout, nebo zahrnují fitness. S jiným wellness programem se můžeme setkat i na pracovištích. Majitelé firem je poskytují svým zaměstnancům například ve formě firemního fitness centra. Pak jde o pozvednutí morálky zaměstnanců a jejich loajality vůči firmě. Wellness na pracovišti se také může týkat stress managementu, zejména v případě psychicky vytížených zaměstnanců. K wellness samozřejmě patří i to, co si pod tímto pojmem představí většina lidí. Jsou to různé kosmetické balíčky a procedury. Do wellness můžeme zahrnout i stravování.
Mezi wellness kúry řadíme:
- Bazén s masážní lavicí a tryskami, vodním chrličem, protiproudem
- Thajské masáže (více druhů)
- Masáže - klasická celková, částečná, medová, lávovými kameny
- Finská sauna
- Parní lázeň
- Solná jeskyně
- Fitness (aerobní stroje) - eliptical, víceúčelové posilovací věže, běhací pás - chodník, ergometry
- Infrasauna
- Peeling

## Zdravotní přínosy wellness
Wellness nabízí rozmanité zdravotní přínosy, které mohou pozitivně ovlivnit životní úroveň jednotlivce. Hlavní výhody zahrnují:
- Zvýšení fyzické zdatnosti: Systematické zapojení do tělesné aktivity, jako například sportování, jóga, nebo plavání, pomáhá udržet tělo ve formě, zlepšuje funkčnost srdce a plic a přispívá k udržení zdravé tělesné hmotnosti.
- Prevence onemocnění: Dodržování zdravého životního stylu může zmírnit riziko výskytu řady chronických nemocí, včetně kardiovaskulárních onemocnění, diabetes mellitus typu 2 a některých forem rakoviny.
- Psychické zdraví: Praxe mindfulness, meditace a dostatečné množství spánku mohou efektivně pomoci v boji proti stresu, úzkostem a depresím.
- Sociální blaho: Sociální interakce a vztahy jsou důležitou součástí wellness. Účast na sociálních aktivitách a udržování zdravých mezilidských vztahů může pozitivně ovlivnit pocit spokojenosti a radosti.